# کازوهیتو کیشیدا
کازوهیتو کیشیدا (انگلیسی: Kazuhito Kishida؛ زادهٔ ۳ آوریل ۱۹۹۰) بازیکن فوتبال اهل ژاپن است.